# Dwayne Cameron
Dwayne Cameron, född 28 oktober 1981 i Auckland, är en nyzeeländsk skådespelare.
Dwayne har vetat sen barnsben att han ville bli skådespelare. Han var 15 år då han spelade i sin första film (Amazon High). Vid 17 års ålder fick han sitt genombrott då han började spela Bray i The Tribe; han var med i drygt två år (säsong 1-3). I The Tribe spelade han en av de största rollerna, Bray, ledaren för "råttorna" eller "the Mallrats" som de kallas i serien.
Tillsammans med de andra i Tribe har han spelat in ett antal Tribe-låtar som spelas i serien. De har släppt två album med låtar från serien. Cameron har varit med i flera liknande serier som "Marcy Peak" och "A Twist in the Tale". 2003 var han med i rysaren The Locals. Hans stora intresse är konst, han målar, ritar, tecknar, fotograferar, skådespelar och gör även egna små filmer hemma. Han gillar även att spela rugby och softball. Dwayne Cameron har tre syskon, Cortney, Anthony och Clan Cameron. Bland hans favoritartister finns U2, Fatboy Slim och Madonna. 

## Rollen som Bray i The Tribe
Bray i the Tribe är en kille med stora kärleksbekymmer, han är den store hjärtkrossaren i serien och hinner vara tillsammans med "Salene", "Trudy", "Ebony", "Danni" och "Amber". Amber är hans stora kärlek och tillsammans får de sonen "Baby Bray" som föds strax efter Brays försvinnande i fjärde säsongen. Vad som händer med Bray i början av fjärde säsongen vet man inte, men man tror att "The technos" har tagit honom.
I tredje säsongen skickar Ebony ut Bray och Amber ur staden. Då börjar Amber få värkar, och de hittar en lada som hon kan föda sitt barn i. Sedan kommer troligen The technos och tar Bray, Trudy är på väg och letar efter Amber och Bray när Ebony skickat iväg dem. Trudy hittar bara Amber i ladan och hjälper henne att föda barnet. Sedan kommer de tillbaka till The Mallrats och försöker sätta stopp för The technos. Senare i säsong fyra faller Lex för technon "Siva", Siva och Java och Ebony är systrar. Ram faller för Ebony, Ebony faller för "Jay". Cloe faller för Jays bror "Ved" Och Jay faller för Amber och Amber för honom. Men Jay är tillsammans med Trudy. Och det blir lite bekymmer... Men i början av säsong 5 får Amber reda på att Bray är raderad av The technos. I slutet säger dock KC att han har sett Bray för bara några dagar sedan. Mega (ledare för The technos) talar om något för Lex på sin dödsbädd, något om var han har haft sina fångar, som kanske involverar Bray men det får man inte reda på.

## Filmografi
- 2000 – Dark Knight (TV-serie)